# Camilla Torfason
Petrine Thora Camilla Stefánsdóttir Torfason, född 1864, död 1927, var en isländsk lärare.
Hon blev 1889 den första isländska kvinnan som tog examen. Det var från Triergymnasiet i Köpenhamn. Hon tog sedan filosofie kandidatexamen från Köpenhamns universitet 1890, och därmed den första isländska kvinna att ta universitetsexamen. Hon studerade sedan matematik i två år, men tog inte examen utan övergick till lärarutbildningen. Hon blev 1907 grundare och första ordförande för Óskars kvinnoförening i Ísafjörður.